# علف رشکی (سرده)
علف رشکی (سرده) (نام علمی: Gastridium) نام یک سرده از تیره گندمیان است.